# 前冠属
前冠属（学名：Prosostephanus）为吸虫纲的一个属。科和目的地位未定。

## 下属物种
本属包括以下物种：
- 英德前冠吸虫 Prosostephanus industrius (Tubangui, 1922) Lutz, 1935